# San Javier (Uruguai)
San Javier (en rus Сан-Хавьер; de vegades San Xavier) és un municipi de l'Uruguai situat a l'oest del departament de Río Negro, sobre la vora del riu Uruguai. Es troba a 95 quilòmetres al nord de la capital departamental, la ciutat de Fray Bentos. Segons dades del cens de 2004, San Javier tenia una població aproximada de 1.680 habitants.

## Informació
La colònia va ser fundada per 300 famílies russes que van fugir del seu país per persecució religiosa durant el règim del Tsar. Es van establir a la zona al començament del segle xx i el 1913 es van crear diverses estades que van donar origen a l'emplaçament actual. San Javier es va fundar gràcies a un pla de govern del llavors ministre de Foment i Agricultura de l'Uruguai, José Espalter. Poc després la urbanització va rebre el nom de Colonia Espalter, encara que va canviar anys més tard per San Javier, en homenatge al fill mort del ministre. Alternativament es coneix al poble amb la grafia "x", San Xavier.
Els colons russos que van treballar les terres van introduir el girasol, que ho van barrejar amb altres cultius. Durant la dictadura militar uruguaiana (1973-1985), els russos i els seus descendents van ser amenaçats i torturats, com és el cas del metge Vladimir Roslik, assassinat pels militars. Els centres culturals eslaus van ser clausurats i els llibres van ser cremats. Amb el retorn de la democràcia, en els anys 1980, els centres de cultura russa van obrir les portes i la seva labor segueix en vigor fins a l'actualitat.
El poble de San Javier compta amb un parc natural, el Parque Nacional Esteros de Farrapos, i diverses zones boscoses i humides sobre el riu Uruguai, on abunda una variada vegetació.
| 1963  | 1975 | 1985  | 1996  | 2004    |
| ----- | ---- | ----- | ----- | ------- |
| 1.178 | 940  | 1.461 | 1.358 | {{{5}}} |